# جون فريدريك باركر (ضابط شرطة)
جون فريدريك باركر (بالإنجليزية: John Frederick Parker)‏ هو ضابط شرطة أمريكي، ولد في 19 مايو 1830 في وينشستر في الولايات المتحدة، وتوفي في 28 يونيو 1890 في واشنطن العاصمة في الولايات المتحدة بسبب ذات الرئة.